# Графический планшет
Графи́ческий планше́т (от англ. graphics tablet) — устройство для ввода графической информации, создаваемой от руки, в компьютер. Состоит из пера (активного стилуса) и плоского планшета, чувствительного к нажатию или близости пера. Также может прилагаться специальная мышь.
Первым графическим планшетом был «Телеавтограф», запатентованный Элишей Греем (Elisha Gray) в 1888 году (Элиша Грей более известен как современник изобретателя телефона — Александра Белла).
Первый графический планшет, похожий на современные, использовался для распознавания рукописного ввода компьютером Stylator в 1957 году.
Более известный и часто ошибочно именуемый первым, графический планшет RAND Tablet также известен как «Графакон» (ГРАФический КОНвертер), представленный в 1964 г. RAND Tablet использовал сетку проводников под поверхностью планшета, на которые подавались закодированные троичным кодом Грея электрические импульсы. Ёмкостно связанное перо принимало этот сигнал, который затем мог быть декодирован обратно в координаты.
Другой графический планшет известен как «акустический планшет», перо которого генерировало искры при помощи искрового промежутка. Щелчки триангулировались серией микрофонов для определения местонахождения пера. Система была довольно сложной и дорогой, микрофоны были чувствительны к посторонним шумам.
Графические планшеты популяризовались в связи с их коммерческим успехом в середине 1970-х — начале 1980-х гг. ID (Intelligent Digitizer) и BitPad, выпускаемых Summagraphics Corp. Эти планшеты использовались как устройство ввода для множества Hi-End CAD (Computer Aided Design) систем соединёнными с ПК и ПО вроде AutoCAD.
Первые планшеты для потребительского рынка назывались «КоалаПэд». Хотя изначально они были созданы для компьютера Apple II, со временем «Коала» распространилась и на другие персональные компьютеры. Потом другие фирмы стали выпускать свои модели планшетов.

## Принцип действия
В современных планшетах основной рабочей частью также является сеть из проводов (или печатных проводников), подобная той, что была в «Графаконах». Эта сетка имеет достаточно большой шаг (3—6 мм), но механизм регистрации положения пера позволяет получить шаг считывания информации намного меньше шага сетки (до 200 линий на мм).
По принципу работы и технологии существуют различные типы планшетов. В электростатических планшетах регистрируется локальное изменение электрического потенциала сетки под пером. В электромагнитных — перо излучает электромагнитные волны, а сетка служит приёмником. В обоих случаях на перо должно быть подано питание.
Фирма Wacom создала технологию на основе электромагнитного резонанса, когда сетка и излучает, и принимает сигнал. При этом излучаемый сеткой сигнал используется для питания пера, которое, в свою очередь, посылает ответный сигнал, являющийся не просто отражением исходного, а заново сформированным, который, как правило, несёт дополнительную информацию, идентифицирующую конкретное перо, а также данные о силе нажатия, фиксации/положении органов управления на указателе, о том, используется ли рабочий кончик пера или его «ластик» (в случае, если такие функции в нём предусмотрены). Поэтому отдельного питания для такого устройства не требуется. Но при работе электромагнитных планшетов возможны помехи от излучающих устройств, в частности, мониторов. На таком же принципе действия основаны некоторые тачпады.
Существуют планшеты, в комплект которых входят перья, способные регистрировать силу нажатия. Как правило, в основе механизма регистрации лежит использование конденсатора переменной ёмкости. В частности, такой тип датчика используется в перьях к планшетам фирмы Wacom. Также регистрация может осуществляться с помощью компонента с переменным сопротивлением или переменной индуктивностью. При нажатии пера в пределах рабочей поверхности планшета, под которой проложена сетка проводников, на пластине пьезоэлектрика возникает разность потенциалов, что позволяет определять координаты нужной точки. Такие планшеты вообще не требуют специального пера и позволяют чертить на рабочей поверхности планшета как на обычной чертёжной доске.
Кроме координат пера, в современных графических планшетах также могут определяться давление пера на рабочую поверхность, наклон, направление поворота в плоскости планшета и сила сжатия пера рукой.
Также в комплекте графических планшетов совместно с пером может поставляться мышь, которая, однако, работает не как обычная компьютерная мышь, а по тому же принципу, что и перо. Такая мышь может работать только на планшете. Поскольку разрешение планшета гораздо выше, чем разрешение обычной компьютерной мыши, использование связки мышь+планшет позволяет достичь значительно более высокой точности при вводе.

## Характеристики

### Разрешение
Разрешением планшета называется шаг считывания информации. Разрешение измеряется числом линий на дюйм (англ. lines per inch, lpi). Типичные значения разрешения для современных планшетов составляет несколько тысяч lpi.

### Число степеней свободы
Количество степеней свободы описывает число квазинепрерывных характеристик взаимного положения планшета и пера. Минимальное число степеней свободы — 2 (X и Y положения проекции чувствительного центра пера), дополнительные степени свободы могут включать давление, наклон пера относительно плоскости планшета, вращение (положение пера относительно своей вертикальной оси).

## Применение
Графические планшеты применяются как для создания изображений на компьютере способом, максимально приближённым к тому, как создаются изображения на бумаге, так и для обычной работы с интерфейсами, не требующими относительного ввода (хотя ввод относительных перемещений с помощью планшета и возможен, но зачастую неудобен).
Кроме того, их удобно использовать для переноса (отрисовки) уже готовых изображений в компьютер.
Некоторые программы мгновенного обмена сообщениями (например, MSN Messenger (теперь Windows Live Messenger) и Skype) позволяют пользователю, имеющему графический планшет, интерактивно демонстрировать рисуемое абоненту на другом конце.
Некоторые такие приложения имеют функцию совместного редактирования изображений (англ. whiteboard) с использованием, например, протоколов Jabber. Среди них — IM‑клиент Coccinella, IM-клиент Tkabber и графический редактор Inkscape. Ведётся разработка поддержки whiteboard и в клиенте Jabber Psi.
Некоторые видеоигры позволяют использовать графический планшет как игровой контроллер. В osu! распространено использование графического планшета в связке с клавиатурой, где графический планшет служит для управления курсором на экране.